# Jerzy Skoliniec
Jerzy Skoliniec (ur. 17 lutego 1912 w Kowlu, zm. 14 stycznia 1999 w Warszawie) – porucznik Armii Krajowej, kawaler Krzyża Srebrnego Orderu Wojennego Virtuti Militari.

## Życiorys
Syn Jana i Marii z domu Zebrzuskiej. Kształcił się w Korpusie Kadetów Nr 1 we Lwowie (od 1924) i w Korpusie Kadetów Nr 2 w Chełmnie (od 1926). Od 1928 studiował rolnictwo, a w 1935 ukończył Państwową Szkołę Gospodarstwa Wiejskiego w Cieszynie. Zasadniczą służbę wojskową odbył w latach 1935-1936 na Dywizyjnym Kursie Podchorążych Rezerwy 16 Dywizji Piechoty przy 65 Starogardzkim pułku piechoty z Grudziądza. Pracował jako administrator gospodarstwa rolnego na Kujawach .
Po mobilizacji otrzymał przydział do Dowództwa Okręgu Korpusu Nr VIII w Toruniu na stanowisko oficera łącznikowego Armii „Pomorze”. Podczas kampanii wrześniowej walczył w Borach Tucholskich i nad Bzurą. Wzięty do niewoli, zbiegł i przedostał się do Poznania, a następnie do Kutna. Członek konspiracyjnych organizacji Związek Odbudowy Rzeczypospolitej i Polskie Siły Zbrojne. Od 1941 w Związku Walki Zbrojnej, potem w Armii Krajowej - w Inspektoracie Kutno AK (Obwody Kutno AK i Łęczyca AK). Przeniesiony do Warszawy, a następnie na Lubelszczyznę i Podlasie (Obwód Radzyń Podlaski AK). Uczestnik wielu akcji dywersyjnych, sabotażowych i bojowych. Zajmował stanowiska adiutanta komendanta obwodu, zastępcy dowódcy oddziału mjr. Konstantego Witkowskiego (ps. „Miller”) i (od stycznia 1944) dowódcy leśnego oddziału szkolnego OP 35. Podczas akcji „Burza” dowodził 7 kompanią 35 pułku piechoty AK. Awansowany do rangi kapitana i odznaczony Krzyżem Srebrnym Orderu Virtuti Militari .
Od stycznia 1945 członek organizacji NIE, następnie w Zrzeszeniu Wolność i Niezawisłość. Ujawnił się 10 kwietnia 1947 w Lubartowie. Aresztowany przez organa bezpieczeństwa w marcu 1951 i skazany na 25 lat więzienia. Zwolniony w maju 1956 w wyniku amnestii. Członek Światowego Związku Żołnierzy Armii Krajowej .

## Odznaczenia
- Krzyż Srebrny Orderu Wojennego Virtuti Militari
- Krzyż Walecznych (dwukrotnie)
- Srebrny Krzyż Zasługi z Mieczami